# Mimikra
Mimikra – przystosowanie ochronne występujące u zwierząt (zwłaszcza owadów), polegające na upodabnianiu się zwierząt bezbronnych do zwierząt zdolnych do obrony (batesowska) lub upodobnianiu się do różnych gatunków zwierząt zdolnych do obrony (müllerowska) poprzez przybranie ich kształtu, barwy, zachowania lub innych właściwości. Mimikra jest jedną z form mimetyzmu. U roślin mimikra to zjawisko upodabniania się roślin do otoczenia, a także upodabniania się kwiatów do samic owadów zapylających – mimikra seksualna.

## Mimikra batesowska

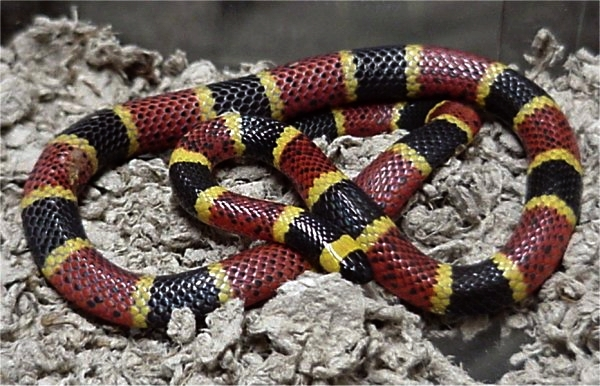
Jadowita koralówka arlekin i ...

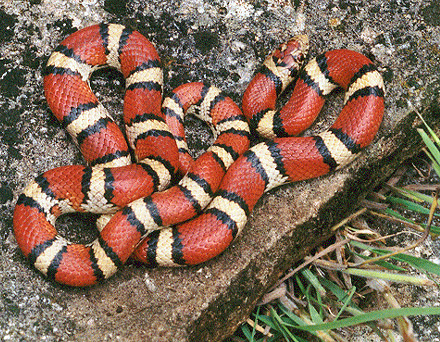
...podobny do niej, nieszkodliwy lancetogłów mleczny

Mimikra batesowska (Batesa, batezjańska) to upodobnienie się gatunków bezbronnych do form posiadających mechanizmy obronne (np. jad, kolce, żądła itp.).
Przykłady:
- bielinkowate z Amazonii przypominają trujące gatunki z rodziny Heliconidae (przykład stwierdzony przez Batesa)[5]
- lancetogłów mleczny przypomina wyglądem jadowitą koralówkę arlekin[5];
- przeziernik osowiec przypomina wyglądem osę[6];
- nieszkodliwe gatunki z rodziny niedźwiedziówkowatych wydają podobne dźwięki co trujące dla nietoperzy gatunki z tej rodziny[5];
- bzygowate, np. Naprętnik nibyślepek (Ceriana conopsoides) z rzędu muchówek przypomina wyglądem uzbrojone w żądła osy[7]

Nazwa pochodzi od nazwiska Henriego Waltera Batesa, angielskiego przyrodnika, który wraz z Alfredem Russelem Wallace’em badał motyle w Amazonii od 1848 do 1859 roku.

## Mimikra müllerowska
Jest to upodobnienie się wzajemnie do siebie zwierząt zdolnych do obrony. Gdy dwa gatunki są mylone ze sobą przez drapieżniki, mniejszy procent osobników obu gatunków ginie, zanim drapieżniki nauczą się je omijać. Ponieważ oba gatunki korzystają na tym podobieństwie, nie ma tutaj jasnego podziału na 'oryginał' i 'naśladowcę', choć jest on wyraźniejszy, gdy jeden z gatunków występuje rzadziej od drugiego, niż gdy mają zbliżoną liczebność.
Nazwa pochodzi od nazwiska niemieckiego naturalisty Fritza Müllera. To jemu pierwszemu udało się wytłumaczyć ten mechanizm (dowiódł tego matematycznie).

## Mimikra Wawiłowa
Upodabnianie się chwastów do roślin uprawnych, wśród których rosną. Nazwa pochodzi od nazwiska rosyjskiego badacza Nikołaja Wawiłowa.

## Inne przykłady mimikry
- Larwy modraszka arion naśladują zapachy wydzielane przez larwy i dźwięki wydawane przez królową wścieklicy Sabuleta[5].
- Ośmiornica Thaumoctopus mimicus potrafi naśladować barwy, kształt i zachowanie flądry, ryb z rodzaju Pterois i węży morskich[5].
- Kukułka stara się, by w początkowym okresie życia nie była rozpoznawalna dla przybranych rodziców.